# Pentaeder
Als Pentaeder (von griech.: Fünfflächner oder Fünfflach) werden in der Geometrie beschränkte, konvexe Polyeder bezeichnet, die durch fünf Flächen begrenzt sind. Weil ein Pentaeder grundsätzlich nur entweder aus einem Viereck und vier Dreiecken, oder aus drei Vierecken und zwei Dreiecken bestehen kann, gibt es zwei Gruppen.
Die erste Gruppe bilden die Viereck-Pyramiden. Die andere Gruppe hat verschiedene Unterteilungen. Sind die beiden Dreiecke gleich groß und parallel und die Vierecke Parallelogramme, so zählen diese Körper zu den Prismen. Sind die Dreiecke und die sie verbindenden Vierecke wie bei einem Prisma verteilt, aber die bei einem Prisma parallelen Kanten nicht (oder nicht alle) parallel, so spricht man von einem verzerrten oder gestauchten Prisma (englisch truncated prism).
Die gezeigten Beispiele erfüllen (wie jedes beschränkte, konvexe Polyeder) die Eulersche Polyederformel. Beschränkt ist jedes Polyeder, bei dem auch die größte Entfernung zwischen zwei Eckpunkten endlich ist, also sich mit einem Zahlwert beziffern lässt. „Konvex“ bedeutet, dass es keine einander zugewandten Außenseiten gibt.
Sämtliche Pentaeder entsprechen der mathematischen Definition eines Keils, als eines Körpers, bei dem an mindestens einer Kante zwei Flächen im spitzen Winkel, also unter 90°, aneinanderstoßen.
| Gruppe                                                                                  | Name                                                                                              | Bild | Ecken | Kanten | Art der Flächen                                             |
| --------------------------------------------------------------------------------------- | ------------------------------------------------------------------------------------------------- | ---- | ----- | ------ | ----------------------------------------------------------- |
| regelmäßige Pentaeder                                                                   | Quadratische Pyramide mit gleichseitigen Seitendreiecken = regelmäßiges Hemioktaeder              |      | 5     | 8      | 4 gleichseitige Dreiecke 1 Quadrat                          |
| regelmäßige Pentaeder                                                                   | regelmäßiges Dreiecksprisma                                                                       |      | 6     | 9      | 2 gleichseitige Dreiecke 3 Quadrate                         |
| weitere Pyramide mit 4 Symmetrieebenen                                                  | gerade quadratische Pyramide                                                                      |      | 5     | 8      | 4 kongruente gleichschenklige Dreiecke 1 Quadrat            |
| Pyramiden mit 2 Symmetrieebenen                                                         | gerade Pyramide mit rhomboider Grundfläche, gerade rhombusbasierte Pyramide                       |      | 5     | 8      | 4 paarweise kongruente Dreiecke 1 Rhombus                   |
| Pyramiden mit 2 Symmetrieebenen                                                         | gerade Rechteckpyramide                                                                           |      | 5     | 8      | 4 paarweise kongruente gleichschenklige Dreiecke 1 Rechteck |
| Pyramiden ohne Symmetrieebenen                                                          | schiefe Rechteckpyramide                                                                          |      | 5     | 8      | 4 unterschiedliche Dreiecke 1 Rechteck                      |
| Pyramiden ohne Symmetrieebenen                                                          | vierseitige Pyramide mit unregelmäßiger Basis                                                     |      | 5     | 8      | 4 unterschiedliche Dreiecke 1 unregelmäßiges Viereck        |
| weitere Dreiecksprismen                                                                 | gerades Dreiecksprisma                                                                            |      | 6     | 9      | 2 kongruente Dreiecke 3 Rechtecke                           |
| weitere Dreiecksprismen                                                                 | schiefes Dreiecksprisma                                                                           |      | 6     | 9      | 2 kongruente Dreiecke 3 Parallelogramme                     |
| sonstige Körper mit zwei parallelen Flächen                                             | Pyramidenstumpf mit dreieckiger Grundfläche                                                       |      | 6     | 9      | 2 ähnliche Dreiecke 3 Trapeze                               |
| mehr oder weniger unregelmäßige Körper mit der Flächenkomposition eines Dreiecksprismas | verzerrte (gestauchte) Dreiecksprismen (in älterer Literatur auch „abgestumpftes Dreiecksprisma“) |      | 6     | 9      | 2 verschiedene Dreiecke 2 Trapeze 1 Rechteck                |
| mehr oder weniger unregelmäßige Körper mit der Flächenkomposition eines Dreiecksprismas | verzerrte (gestauchte) Dreiecksprismen (in älterer Literatur auch „abgestumpftes Dreiecksprisma“) |      | 6     | 9      | 2 verschiedene Dreiecke 3 Trapeze                           |
| mehr oder weniger unregelmäßige Körper mit der Flächenkomposition eines Dreiecksprismas | verzerrte (gestauchte) Dreiecksprismen (in älterer Literatur auch „abgestumpftes Dreiecksprisma“) |      | 6     | 9      | 2 verschiedene Dreiecke 3 unregelmäßige Vierecke            |